# Lino Oldrini
Lino Oldrini (Luino, 6 giugno 1907 – Varese, 6 giugno 1964) è stato un politico italiano.

## Biografia
Titolare di uno degli studi legali più importanti della città di Varese, venne candidato alla carica di sindaco della città dalla Democrazia Cristiana pur non essendo iscritto al partito. A lui si deve in collaborazione con Giovanni Borghi l'ideazione del Palazzetto dello Sport della città che gli è stato intitolato. Morì durante lo svolgimento della carica.